# Monocentra lepidoptera
Monocentra lepidoptera är en nattsländeart som beskrevs av Jules Pièrre Rambur 1842. Monocentra lepidoptera ingår i släktet Monocentra och familjen husmasknattsländor. Inga underarter finns listade i Catalogue of Life.